# Lobochilotes labiatus
Genre
Espèce
Statut de conservation UICN

 LC  : Préoccupation mineure
Lobochilotes labiatus est une espèce de poissons de la famille des Cichlidae endémique du lac Tanganyika en Afrique. C'est la seule espèce du genre Lobochilotes (monotypique).